# Kostel Panny Marie z Ostrova (Solin)
Kostel Panny Marie v Solinu (chorvatsky Crkva Blažene Djevice Marije u Solinu, či místním názvem Gospa u Bristima – Panny Marie u Dubu) je farní kostel v chorvatském městě Solin ve Splitsko-dalmatské župě. Původně byl založen v 10. století královnou Helenou jako korunovační bazilika.

## Historie

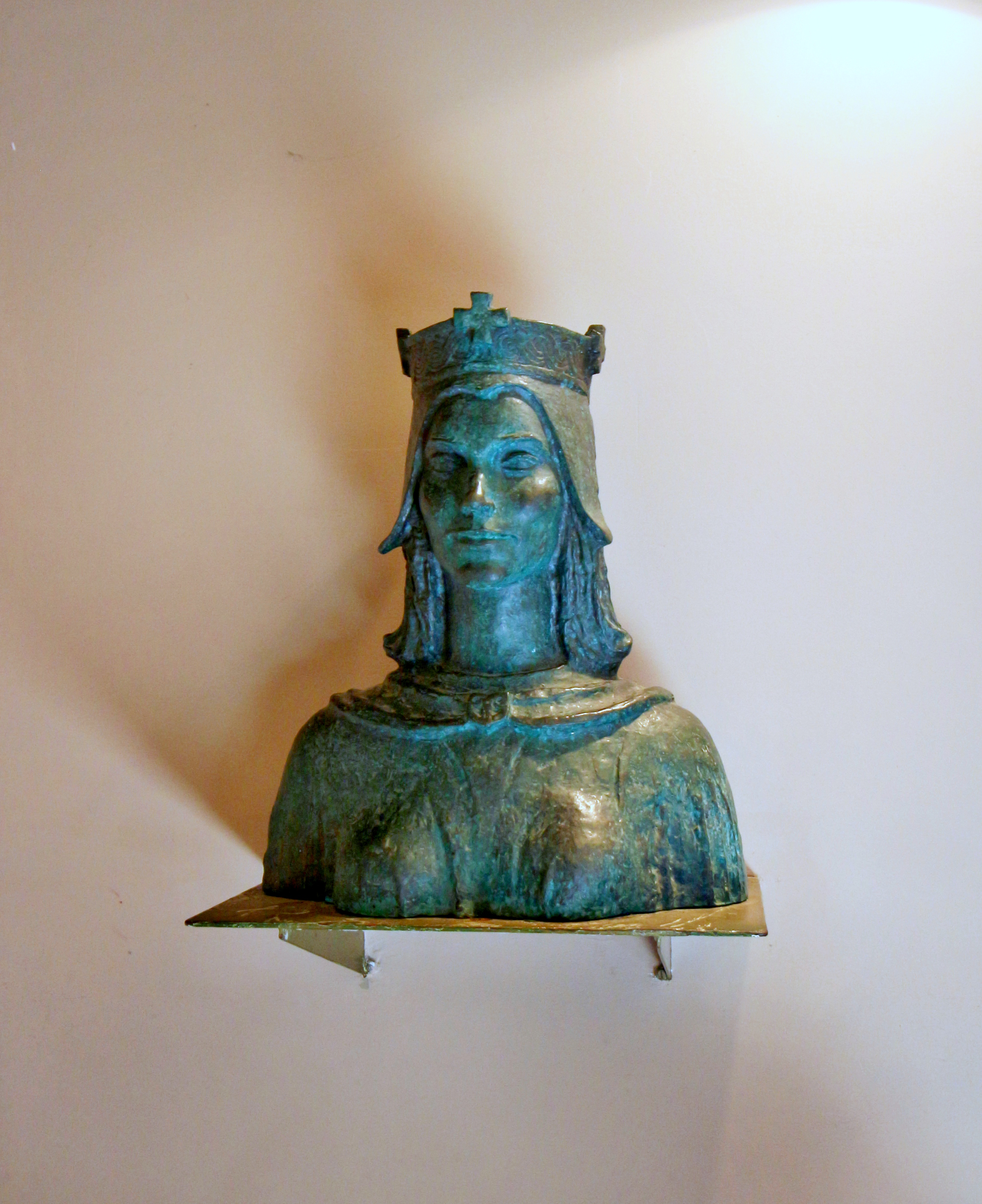
Busta zakladatelky kostela Panny Marie v Solinu, královny Jeleny Zadarské, při vstupu do chrámu

Dnešní objekt kostela stojí v místě někdejšího předrománského kostela Panny Marie z Ostrova (chorv. Gospa od Otoka), jednoho ze dvou starochorvatských kostelů, který roku 976 v Solinu založila chorvatská královna Helena Zadarská (Jelena Slavna). Základy původního kostela jsou vyznačeny na severní straně dnešní budovy. Tím druhým je již téměř zaniklý kostel svatého Štěpána z Ostrova (chorv. Crkva svetog Stjepana od Otoka).
Starý kostel Panny Marie na Ostrově měl podobu trojlodní baziliky, přibližně stejně velké jako dnešní kostel. Stejně jako jiné starochorvatské kostely byl postaven z kamenných úlomků, zřejmě ze starších budov, omítnutých štukem. Někteří historikové se domnívají, že na přední straně kostela byla jedna nebo dvě zvonice.
Ve vstupní části kostela je na zdi umístěna busta zakladatelky kostela, královny Jeleny Zadarské.

V římse nad vstupem kostela je nápis 
| „ | GOSPE OD OTOKA - MOLI ZA NAS | “ |